# 클로버 (히라카와 테츠히로의 만화)
《클로버》(일본어: クローバー)는 히라카와 테츠히로의 만화 작품이다.

## 개요
2007년 4월부터 《주간 소년 챔피언》(아키타 쇼텐)에서 연재 중. 같은 아키타 쇼텐에서 활약하는 타카하시 히로시로부터의 영향이 강하다. 코믹스의 레이아웃도 의식하고 있다. 단행본은, 2014년 6월 기준으로, 36권까지 간행.
고독하게 사는 고교생·토모키(나라 토모키). 그의 학교에, 초등학교 시절의 친구·하야토(미사키 하야토)가 전학 왔다. 전대미문이지만 우정에 두터운 하야토의 페이스에 말려 들어가 토모키, 그리고 켄지는 한 때의 우정을 되찾는다. 그러나, 하야토의 존재가 주위에 문제를 발생 시킨다.

## 등장인물

### 모모하마 고교
미사키 하야토
고교 1학년→고교 2학년→고교 3학년-졸업
하나야마 켄지
고교 1학년→고교 2학년→고교 3학년-졸업
나라 토모키
고교 1학년→고교 2학년→고교 3학년-졸업
미즈사와 나츠코
고교 3학년→졸업.
아카이 잇타
고교 3학년→졸업.
아키야마 유이
하야토 등의 1학년 아래 후배.
하나마키 신이치
하야토 등의 1학년 아래 후배.
오오시로
모모하마의 학생.

### 하나사키 남자 고교
현내 굴지의 불량 고교.
키쿠치
고교 1학년→고교 2학년→고교 3학년.
사나다
고교 1학년→고교 2학년→고교 3학년.
이모토
고교 1학년→고교 2학년→고교 3학년.
모리야 나오토
키쿠치나 사나다가 1학년이었을 때, 하나사키 고교의 두목.
미나미 마사히코
모리야 시절의 하나사키 넘버 2.
야마다 카즈키
모리야 시절의 간부.
타케우치 코헤이
모리야 시절의 간부.
칸다 아키오
모리야 시절의 간부.
나카무라 치카라
사나다와 키쿠치의 선배.
후지미 요헤이
키쿠치 등의 선배.
타카노 카츠야
키쿠치 등의 선배.
이시가미 준
키쿠치 등의 선배.

### 큐쥬큐 상업 고교
미나모토 겐

니카이도 카즈키

### 텐도지 고교
마키 쿄조
2대째 육귀회 멤버.
사오토메
텐도지의 전 두목.
야하라
사오토메가 은퇴한 후, 텐도지의 두목.
마츠쿠니
마키의 동급생.
카와베
마키의 동급생.
타도코로
텐도지의 교사.

### 육귀회
쿄야 타카토시
초대 육귀회의 리더.
금발의 남자
본명 불명. 육귀회의 간부.
이시다
육귀회의 간부.
우에스기
육귀회의 간부.
시모다
육귀회의 간부.
미노루
본명 불명. 육귀회의 간부.
나카무라
육귀회 소속.

### 야코쿠쵸
구성 인원수 86명.
후치가미 마사미
야코쿠쵸의 3대째 두목.
니이야마
야코쿠쵸의 간부.
시게미츠
야코쿠쵸의 간부.
아즈마 타카무로
야코쿠쵸의 첫 두목.

### 그 외
츠바키 이치고

츠바키 시즈에
이치고의 어머니.
마카베 사야카
이치고의 클래스메이트.
코바야시 시게오

코바야시 시게지
시게오의 남동생.
안도

히카루

키류 타쿠마
잇타의 친구.
쿄야 시게타카
타카토시의 남동생. 육귀회의 2대째 두목.
나루가 타카모리
겐의 중학 시절 선배.
바바 코헤이
키류의 후배.
유노메 마이
잇타의 소꿉친구.
토모키의 어머니

잇타의 아버지

타케시타
하야토와 키쿠치가 일하는 규동 가게의 알바 리더.
사나다 에리나
사나다의 여동생. S.E.G(사나다 에리나 군단)의 대장.

## 단행본
- 히라카와 테츠히로 《클로버》 아키타 쇼텐 〈소년 챔피언·코믹스〉, 기간 37권
  1. 2007년 8월 8일 발매 ISBN 978-4-253-21321-9
  2. 2007년 11월 8일 발매 ISBN 978-4-253-21322-6
  3. 2008년 1월 8일 발매 ISBN 978-4-253-21323-3
  4. 2008년 3월 7일 발매 ISBN 978-4-253-21324-0
  5. 2008년 5월 8일 발매 ISBN 978-4-253-21325-7
  6. 2008년 7월 8일 발매 ISBN 978-4-253-21326-4
  7. 2008년 9월 8일 발매 ISBN 978-4-253-21327-1
  8. 2008년 12월 8일 발매 ISBN 978-4-253-21328-8
  9. 2009년 2월 6일 발매 ISBN 978-4-253-21329-5
  10. 2009년 4월 8일 발매 ISBN 978-4-253-21330-1
  11. 2009년 6월 8일 발매 ISBN 978-4-253-21561-9
  12. 2009년 9월 8일 발매 ISBN 978-4-253-21562-6
  13. 2009년 11월 6일 발매 ISBN 978-4-253-21563-3
  14. 2010년 1월 8일 발매 ISBN 978-4-253-21564-0
  15. 2010년 3월 8일 발매 ISBN 978-4-253-21565-7
  16. 2010년 6월 8일 발매 ISBN 978-4-253-21566-4
  17. 2010년 8월 6일 발매 ISBN 978-4-253-21567-1
  18. 2010년 10월 8일 발매 ISBN 978-4-253-21568-8
  19. 2010년 12월 8일 발매 ISBN 978-4-253-21569-5
  20. 2011년 3월 8일 발매 ISBN 978-4-253-21570-1
  21. 2011년 4월 6일 발매 ISBN 978-4-253-21571-8
  22. 2011년 7월 8일 발매 ISBN 978-4-253-21572-5
  23. 2011년 9월 8일 발매 ISBN 978-4-253-21573-2
  24. 2011년 11월 8일 발매 ISBN 978-4-253-21574-9
  25. 2012년 2월 8일 발매 ISBN 978-4-253-21575-6
  26. 2012년 4월 6일 발매 ISBN 978-4-253-21576-3
  27. 2012년 6월 8일 발매 ISBN 978-4-253-21577-0
  28. 2012년 8월 8일 발매 ISBN 978-4-253-21578-7
  29. 2012년 11월 8일 발매 ISBN 978-4-253-21579-4
  30. 2013년 1월 8일 발매 ISBN 978-4-253-21580-0
  31. 2013년 5월 8일 발매 ISBN 978-4-253-22101-6
  32. 2013년 7월 8일 발매 ISBN 978-4-253-22102-3
  33. 2013년 10월 8일 발매 ISBN 978-4-253-22103-0
  34. 2014년 1월 8일 발매 ISBN 978-4-253-22104-7
  35. 2014년 3월 7일 발매 ISBN 978-4-253-22105-4
  36. 2014년 6월 6일 발매 ISBN 978-4-253-22106-1
  37. 2014년 9월 8일 발매 ISBN 978-4-253-22107-8

## 텔레비전 드라마
2012년 4월 13일부터 6월 29일까지 TV 도쿄 계열의 〈드라마 24〉(금요일 24:12 ~ 24:53)에서 방송되었다.
캐치프레이즈는, 〈바보 녀석 남기는 거야! 우리들이 계속 친구였다는 증표를.〉.

### 개요
하야토, 토모키, 켄지는 각각 어린 시절에 만나, 하야토가 전학가기 전에 3명의 우정의 증거로 니노미야 킨지로우 석상에 이름과 클로버 그림을 그려 남긴다.

### 등장인물

#### 메인 캐스트
미사키 하야토 - 카쿠 켄토 (어린 시절:코이즈미 료가)
8년 만에 우정의 증거인 니노미야 킨지로우 석상에 가 토모키 전에 모습을 나타낸다.
나라 토모키 - 미우라 타카히로 (어린 시절:오오시마 리오)
오토바이를 좋아하는 고교생. 오래간만에 현지에 돌아온 친구를 거절하고 있었다.
하나야마 켄지 - 스즈노 스케 (어린 시절:스즈키 아키라)
어린 시절 친구도 없고 마음에 외로움을 안고 있었을 무렵, 하야토 등과 만나 사이가 좋아진다.
아카이 잇타 - 아오야기 쇼
토모키가 다니는 고등학교의 선배. 오토바이 숍 〈Motor Cycle AKAI〉의 후계자 아들.
아키야마 유이 - 아리무라 카스미
하야토 등의 동급생. 토모키가 곤란해 하고 있을 때, 말을 거는 등 상냥한 일면을 보이는 우등생.
레이나 - 아리무라 카스미
화려한 메이크와 복장을 한 갸루. 불량 싸움에 말려 들어갔을 때, 하야토가 도와준다.

#### 가족
나라 요시에 - 타무라 모토코
토모키의 어머니.
하나야마 코메이 - 이케나미 겐파치
켄지의 아버지.

#### 하나사키 공업 고교
키쿠치 - 미나미 케이스케
1학년.
사나다 - 아오키 켄
1학년.

#### 육귀회
쿄야 타카토시 - 코가 미츠키
No.1.
미도 히로키 - 사카구치 타쿠
No.2.

#### 그 외
니카이도 카즈키 - 나카지마 히로키
큐쥬큐 상업 고교의 학생으로, 켄지와 같은 아르바이트 동료.

#### 게스트

##### 제1 ~ 2화
카토 - 쿠로이시 타카히로
모모하마 고교의 학생.
요시모토 - 쿠스이 히로시 (제11화)
모모하마 고교의 학생.
사카타 - 오쿠노 에이타
모모하마 고교의 학생.
오시로 - 이타바시 슌야
모모하마 고교의 학생.

##### 제2 ~ 3화
니이노 - 나카무라 오즈노
시라타키 고교.

##### 제10화
츠바키 이치고 - RED RICE (쇼난노카제)
생선 가게 주인.
토쿠야마 - 이치하라 키요히코
쿠리하마 상가 회장.
히루타 카츠토요 - 코마키네 류스케
켄지의 중학생 때의 동급생.

### 스태프
- 원작 - 히라카와 테츠히로 《클로버》 (주간 소년 챔피언/아키타 쇼텐)
- 각본 - 무라카미 나오미, 야마오카 준페이
- 음악 - 이와사키 타이세이
- 감독 - 이리에 유
- 감독 보조 - 아오키 타츠야
- 액션 - 카라사와 이사오
- 치프 프로듀서 - 오카베 신지 (TV 도쿄)
- 프로듀서 - 나카가와 쥰페이 (TV 도쿄), 모리카와 마사유키·이시즈카 키요카즈 (파인 엔터테인먼트)
- 제작 - TV 도쿄, 파인 엔터테인먼트
- 제작 저작 - 〈클로버〉 제작 위원회

### 주제가
- OP 테마 - THE NANPA BOYS 〈플랜지〉 (A-Sketch/muddy water records)
- ED 테마 - 쇼난노카제 〈클로버〉 (토이즈 팩토리)

### 방송 일자
| 각 화                                                    | 방송일          | 부제                             | 각본            | 시청률 |
| -------------------------------------------------------- | --------------- | -------------------------------- | --------------- | ------ |
| Vol.1                                                    | 2012년 4월 13일 | 돌아온 남자                      | 무라카미 나오미 | 1.5%   |
| Vol.2                                                    | 2012년 4월 20일 | 백만 엔 날려라!                  | 무라카미 나오미 | 2.0%   |
| Vol.3                                                    | 2012년 4월 27일 | 바퀴벌레 녀석에게 어퍼컷         | 무라카미 나오미 | 1.8%   |
| Vol.4                                                    | 2012년 5월 5일  | 악의 꽃·하나사키 공업 고교       | 무라카미 나오미 | 2.4%   |
| Vol.5                                                    | 2012년 5월 11일 | 빌린 막대기는 반드시 돌려준다!   | 무라카미 나오미 | 2.4%   |
| Vol.6                                                    | 2012년 5월 18일 | 모리야 군단과 전면 전쟁!         | 무라카미 나오미 | 2.5%   |
| Vol.7                                                    | 2012년 5월 26일 | 결착! 하야토VS모리야             | 무라카미 나오미 |        |
| Vol.8                                                    | 2012년 6월 1일  | 유이가 레이나고, 레이나가 유이!? | 무라카미 나오미 |        |
| Vol.9                                                    | 2012년 6월 8일  | 하와이 여행이 당첨되었다!?       | 무라카미 나오미 |        |
| Vol.10                                                   | 2012년 6월 15일 | 극악무도! 공포의 육귀회          | 야마오카 쥰페이 |        |
| Vol.11                                                   | 2012년 6월 22일 | 넌 더 이상 친구가 아니야!        | 야마오카 쥰페이 |        |
| 최종화                                                   | 2012년 6월 29일 | 우정의 클로버                    | 야마오카 쥰페이 |        |
| 평균 시청률 2.1% (시청률은 칸토 지구·비디오 리서치 조사) |                 |                                  |                 |        |